# Vincent Planté
Pour les articles homonymes, voir Planté.
Vincent Planté, né le 19 novembre 1980 à Lille, est un footballeur français, professionnel jusqu'en 2016. Il joue au poste de gardien de but, et se reconvertit par la suite en tant qu'entraîneur des gardiens au FC Chambly, poste occupé durant cinq ans.

## Biographie

### Joueur
Mesurant 1,90 m pour 79 kg, il évolue au poste de gardien de but. 
Natif de Lille, il fait ses premiers pas de footballeur à l'US Marquette, dans la banlieue lilloise avant de rejoindre Wasquehal. À quinze ans, lors de la Coupe nationale des minimes, ce jeune gardien prometteur, sélectionné dans l’équipe du Nord-Pas-de-Calais, s’illustre et séduit l’AS Cannes. 
En 1996, il traverse la France, fait ses débuts en professionnel et signe son premier contrat professionnel en 2000.
Au cours de l’été 2003, Vincent Planté rejoint le SM Caen. Il est la doublure de Steeve Elana. À la suite de la blessure de ce dernier et de ses performances en Coupe de la Ligue (finaliste en 2005), il devient titulaire dans la cage caennaise. Il ne lâchera plus cette place et devient un des piliers de la formation normande. 
Auteur d'une remarquable saison en 2007-2008, il fait partie des quatre nommés dans la catégorie meilleur gardien de Ligue 1 lors des trophées UNFP. La saison 2008-2009 est plus difficile, notamment à cause des mauvais résultats et de la descente du club en Ligue 2. Il joue 36 matchs et sa qualité est reconnue en Ligue 1. Il demande ainsi à quitter le club dans le but de continuer sa progression en Ligue 1. 
Après avoir reçu une offre de Grenoble, il signe finalement à l'AS Saint-Étienne le 26 juin 2009, pour un montant estimé à 800 000 €. Alors qu'il est présenté comme le concurrent de Jérémie Janot, il ne participe qu'à quelques matchs de coupe de France et de coupe de la Ligue, de sorte qu'il est prêté la saison suivante à l'AC Arles-Avignon, promu en Ligue 1.
En 2011, Vincent Planté signe un contrat à l'En Avant de Guingamp pour une durée de 3 ans. Lors du match de 16e de finale de Coupe de la Ligue 2011-2012 face au FC Lorient, il commet une erreur incompréhensible. Alors que son équipe mène 2-1, à la 84e minute, il rate un crochet qui coûte la qualification à son équipe (battue 3-2 après prolongation). 
Le 1er juillet 2013, il résilie son contrat pour s'engager au Red Star, en championnat National. Il est élu meilleur gardien du championnat pour la saison 2014-2015, à l'issue de laquelle le club est promu en Ligue 2. Toutefois dans l'antichambre de l'élite, le joueur a des divergences avec l'entraîneur de l'époque Rui Almeida, ce qui lui fait perdre son statut de titulaire et quitte logiquement le club en fin de saison.
Le gardien n'hésite à descendre de deux divisions afin de faire une dernière pige en CFA à Poissy, tout en préparant ses diplômes d'entraîneur. Titularisé pour la première fois après 9 journées de championnat, il est l'un des artisans de la première victoire du club durant cette saison et du maintien à l'issue de celle-ci.
Finalement le joueur totalise plus de 300 matchs professionnels dont 110 en ligue 1.
Le 17 avril 2021, alors entraîneur des gardiens de buts du FC Chambly, il entre en jeu à la mi-temps dans le match face l’ Amiens SC comptant pour la 33e journée de Ligue 2 à la suite d'une série de blessés au niveau des gardiens camblysien. Il parvient à préserver sa cage inviolée et son équipe s'impose sur le score de 2-0. 

### Entraîneur
Il rejoint officiellement le staff du FC Chambly, évoluant en National, le 27 juin 2017 pour y occuper le poste d'entraîneur des gardiens. Il remet toutefois le maillot de gardien de but, le temps d'une rencontre avec l'équipe réserve peu après son arrivée contre Tourcoing (défaite 0-3) en National 3.
Le 13 février 2021, à la suite de nombreux cas positifs au Covid-19 au sein du club de l'Oise, il est inscrit comme gardien remplaçant et entraîneur sur la feuille de match pour la rencontre face au Clermont Foot (25e journée). Le 17 avril, il rentre à la mi-temps face à Amiens, remplaçant Xavier Pinoteau, avant d'être titularisé lors des trois dernières rencontres de championnat. 

## Statistiques
| Saison                | Club                    | Championnat           | Championnat | Championnat | Coupe nationale | Coupe nationale | Coupe de la Ligue | Coupe de la Ligue | Total | Total |
| Saison                | Club                    | Division              | M.          | B.          | M.              | B.              | M.                | B.                | M.    | B.    |
| 1999-2000             | AS Cannes               | Division 2            | 2           | 0           | -               | -               | 1                 | 0                 | 3     | 0     |
| 2000-2001             | AS Cannes               | Division 2            | 18          | 0           | -               | -               | -                 | -                 | 18    | 0     |
| 2001-2002             | AS Cannes               | National              | 25          | 0           | -               | -               | -                 | -                 | 25    | 0     |
| 2002-2003             | AS Cannes               | National              | 24          | 0           | -               | -               | 1                 | 0                 | 25    | 0     |
| Sous-total            | Sous-total              | Sous-total            | 69          | 0           | -               | -               | 2                 | 0                 | 71    | 0     |
| 2003-2004             | SM Caen                 | Ligue 2               | 1           | 0           | -               | -               | 1                 | 0                 | 2     | 0     |
| 2004-2005             | SM Caen                 | Ligue 1               | 25          | 0           | -               | -               | 5                 | 0                 | 30    | 0     |
| 2005-2006             | SM Caen                 | Ligue 2               | 36          | 0           | -               | -               | 2                 | 0                 | 38    | 0     |
| 2006-2007             | SM Caen                 | Ligue 2               | 38          | 0           | -               | -               | -                 | -                 | 38    | 0     |
| 2007-2008             | SM Caen                 | Ligue 1               | 31          | 0           | 1               | 0               | -                 | -                 | 32    | 0     |
| 2008-2009             | SM Caen                 | Ligue 1               | 36          | 0           | -               | -               | -                 | -                 | 36    | 0     |
| Sous-total            | Sous-total              | Sous-total            | 167         | 0           | 1               | 0               | 8                 | 0                 | 176   | 0     |
| 2009-2010             | AS Saint-Étienne        | Ligue 1               | -           | -           | 3               | 0               | 1                 | 0                 | 4     | 0     |
| 2010-2011             | AC Arles-Avignon (prêt) | Ligue 1               | 18          | 0           | -               | -               | -                 | -                 | 18    | 0     |
| 2011-2012             | EA Guingamp             | Ligue 2               | 12          | 0           | 1               | 0               | 2                 | 0                 | 15    | 0     |
| 2012-2013             | EA Guingamp             | Ligue 2               | 6           | 0           | 3               | 0               | 1                 | 0                 | 10    | 0     |
| Sous-total            | Sous-total              | Sous-total            | 18          | 0           | 4               | 0               | 3                 | 0                 | 25    | 0     |
| 2013-2014             | Red Star FC             | National              | 31          | 0           | -               | -               | -                 | -                 | 31    | 0     |
| 2014-2015             | Red Star FC             | National              | 32          | 0           | -               | -               | -                 | -                 | 32    | 0     |
| 2015-2016             | Red Star FC             | Ligue 2               | 5           | 0           | 1               | 0               | 1                 | 0                 | 7     | 0     |
| Sous-total            | Sous-total              | Sous-total            | 68          | 0           | 1               | 0               | 1                 | 0                 | 70    | 0     |
| 2016-2017             | AS Poissy               | CFA                   | 15          | 0           | -               | -               | -                 | -                 | 15    | 0     |
| 2020-2021             | FC Chambly Oise         | Ligue 2               | 4           | 0           | -               | -               | -                 | -                 | 4     | 0     |
| Total sur la carrière | Total sur la carrière   | Total sur la carrière | 359         | 0           | 9               | 0               | 15                | 0                 | 383   | 0     |

- 1er match pro : 16 décembre 1997 avec l'AS Cannes

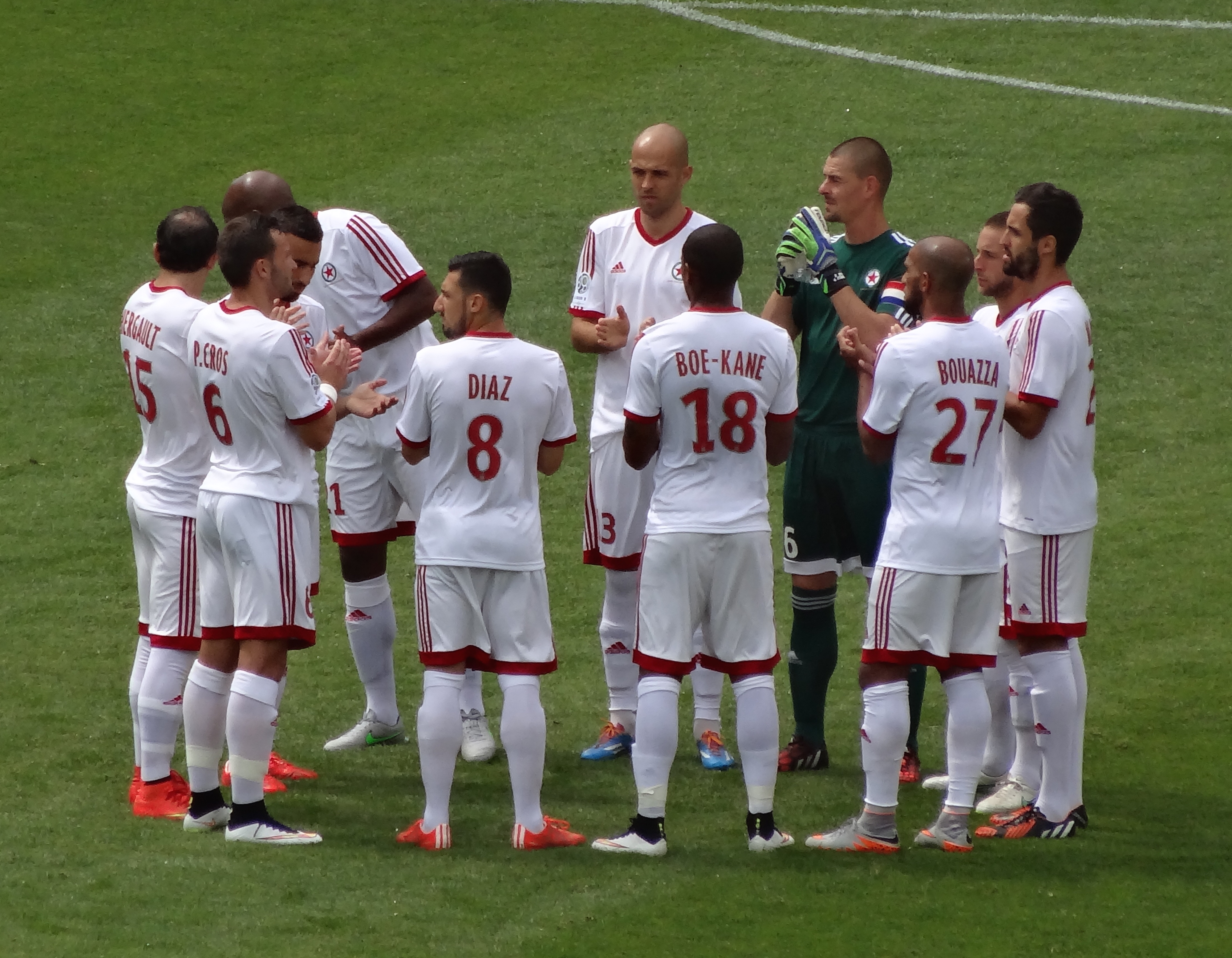
Planté avec ses coéquipiers du Red Star, en 2015.

- 1er match en Ligue 1 le 2 octobre 2004 : SM Caen - Girondins de Bordeaux (1-1)

## Palmarès et distinctions individuelles
- Champion de France de National en 2014-2015
- Finaliste de la Coupe de la Ligue en 2005
- Vice-champion de France de Ligue 2 en 2004 et 2007
- Élu meilleur joueur du SM Caen pour la saison 2007-2008 par lequipe.fr[11]